# Суходол (роман)
Суходол (рус. Суходол) је кратки роман руског писца Ивана Буњина, добитника Нобелове награде 1933. године, први пут објављен у априлском издању часописа Вестник Европы из Санкт Петербурга 1912.  Пошто је изашао убрзо после романа Село (1910), обично се везује за ово друго као друга велика ауторова књига која се тиче суморне државе Русије у целини и њене руралне заједнице посебно.  Такође се сматра последњим у Буњиновом циклусу „елегија племства“ раних 1900-их.  Роман је адаптиран за филм 2011. године у режији Александре Стрељанаје. 

## Историја
Буњин је почео да ради на књизи у лето 1911, када је био на имању Васиљевског у Орилској губернији. У септембру те године писао је дописнику Московске вести: „Управо сам завршио први део великог романа под називом Суходол.  Рад је завршен децембра 1911. на Каприју где је Буњин боравио у дому Максима Горког. 21. фебруара га је прочитао домаћину и другом гостујућем госту, Михаилу Коцјубинском. Обојица су хвалили књигу, а овај други је упоредио са „старом таписеријом“. 
Радња књиге је измишљена, али су се бројни детаљи у њој касније показали као аутобиографски. Имање Суходол је веома личило на породичну сеоску кућу у Орилској губернији у власништву Буњиновог ујака Николаја Николајевича где је Иван са својом млађом сестром Машом био чест гост. Прототип тетке Тоње била је Буњинова тетка Варвара Николајевна која је живела у великој суседној сеоској кући. Лик Петра Кириловича у књизи био је прикривени портрет Буњиновог деде Николаја Дмитријевича (чија је мајка, рођена Уварова, умрла млада).  

### Критички пријем
Као и претходна књига Ивана Буњина, Село, и ова је поделила критичко мишљење. Неки, попут Владимира Краникфелда, поздравили су га као ремек-дело. „У Суходолу је Буњин сажео целу прошлост Русије и обдарио је величанственим спомеником“, написао је у Sovremenny Mir.  Други су критиковали аутора због негативизма. „Прљава, гладна, изједана до костију од болести и вашки – таква је Русија виђена очима аутора Суходола", тврдио је Л. Козловски у часопису Sovremenny Mir. 